# Santhiaba Manjacque
Pour les articles homonymes, voir Santhiaba.
Santhiaba Manjacque est un village du Sénégal situé en Basse-Casamance, à proximité de la frontière avec la Guinée-Bissau. C'est le chef-lieu de la communauté rurale de Santhiaba Manjacque, dans l'arrondissement de Kabrousse, le département d'Oussouye et la région de Ziguinchor.
Lors du dernier recensement (2002), la localité comptait 397 habitants et 55 ménages.
Elle a été particulièrement touchée par le conflit en Casamance.